# Tmarus montericensis
Tmarus montericensis là một loài nhện trong họ Thomisidae.
Loài này thuộc chi Tmarus. Tmarus montericensis được Eugen von Keyserling miêu tả năm 1880.